# Харрис, Фрэн
Фрэн Харрис (англ. Fran Harris; род. 12 марта 1965 года в Далласе, Техас, США) — американская профессиональная баскетболистка, выступала в женской национальной баскетбольной ассоциации. На драфте ВНБА 1997 года не была выбрана ни одним из клубов, однако ещё до начала дебютного сезона ВНБА заключила договор с командой «Хьюстон Кометс». Играла на позиции атакующего защитника и лёгкого форварда.

## Ранние годы
Фрэн Харрис родилась 12 марта 1965 года в городе Даллас (штат Техас), а училась там же в средней школе Саут-Ок-Клифф, в которой выступала за местную баскетбольную команду.